# معالج تنفسي

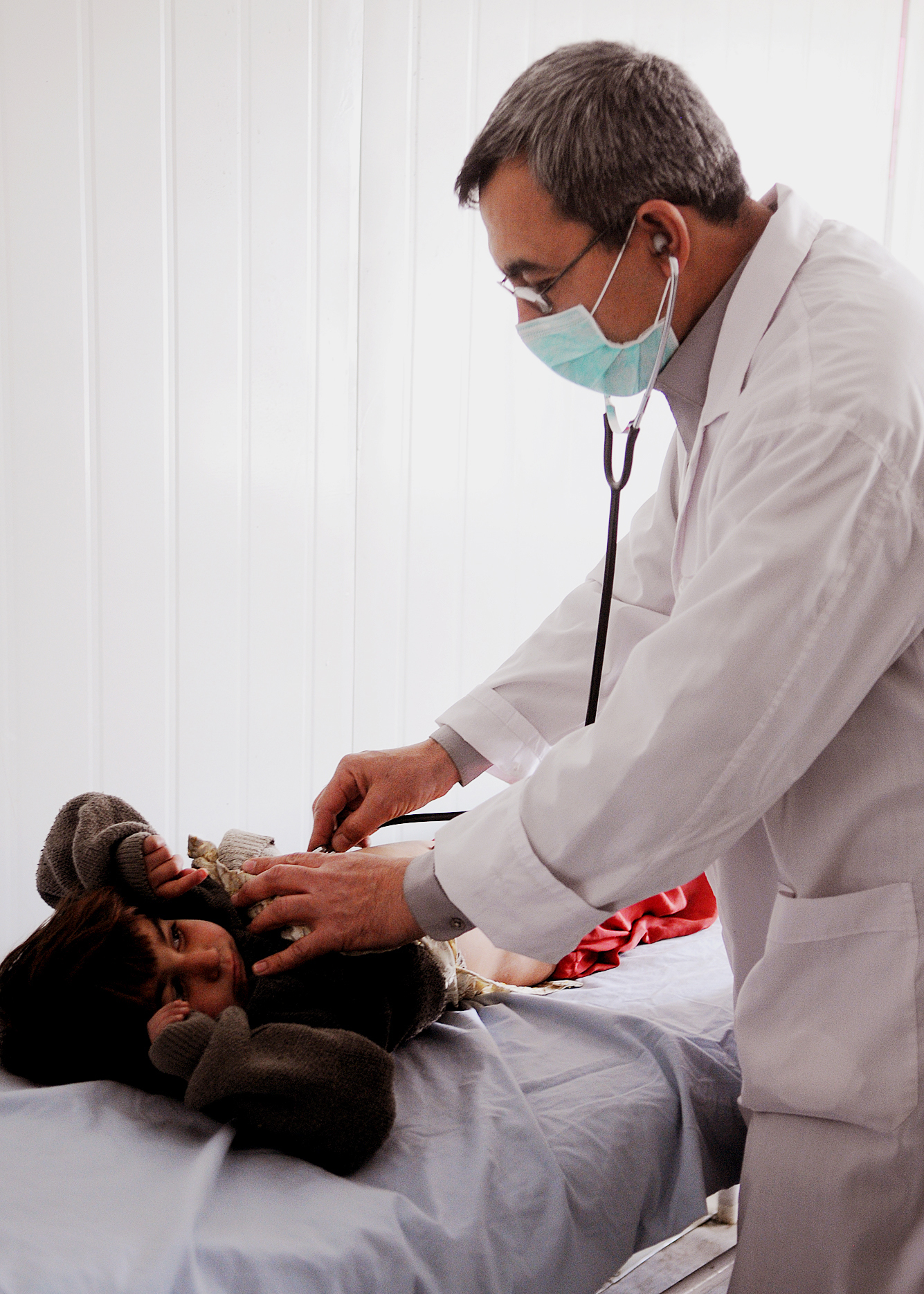
معالج تنفسي يفحص صدر طفل مريض

العلاج التنفسي هو فرع من فروع الطب يهتم بأمراض الجهاز التنفسي، ويقدم المعالجون التنفسيون الرعاية الصحية المتخصصة في علاج مشاكل التنفس، وهم ممارسون صحيون متخصصون يحملون شهادة جامعية وقد اجتازوا اختبار تصديق المجلس الوطني. ويعمل أولئك المعالجون عادةً في غرف العناية المركزة والعمليات الجراحية، ولكنهم أيضًا يعملون في العيادات الخارجية وفي بيئات منازل المرضى.
غالبًا ما يكون المعالج التنفسي مسؤولًا عن بدء رعاية حياة الأفراد والحفاظ عليها في وحدات العناية المكثفة وأقسام الطوارئ، ويعمل على ضمان استقرار نقل المرضى قبل دخولهم المستشفى أو نقلهم من مستشفى إلى آخر ومعالجتهم وإدارتهم سواء عن طريق الإسعاف الجوي أو الأرضي.
يتم تعيين المعالج التنفسي عادة ليكون متخصصًا في علاج الربو في العيادات الخارجية، ويعمل كذلك كمساعد للفريق الطبي في عيادات الأطفال، كما يقوم بتشخيص اضطراب النوم في عيادات النوم. بالإضافة إلى ذلك، يقومون بتقديم الرعاية السريرية في عيادات أمراض القلب والمختبرات، بما في ذلك إجراءات القسطرة.

## الممارسة السريرية
يعمل المعالج التنفسي على تقديم نصائح للأشخاص الذين يعانون من مشاكل في القلب والرئة وتشخيصهم ومعالجتهم، متخصصين في رعاية كل من مرضى القلب والرئة، والمعالج التنفسي غالبا ما يتعاون مع المتخصصين في الأمراض الصدرية والتخدير في مختلف جوانب الرعاية السريرية للمرضى. ويعمل على توفير دوراً حيوياً في كل من الطب والتمريض. الدور حيوي في وحدة العناية المركزة هو بدء التهوية الميكانيكية ورعاية مسالك الهواء الاصطناعية.

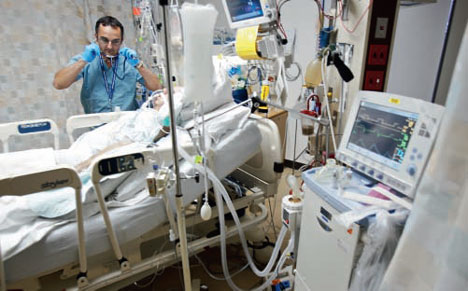
معالج تنفسي في وحدة العناية المكثفة

### الممارسة السريرية للعيادات الخارجية
المعالج التنفسي أيضا يُجرى اختبارات لقياس وظائف الرئة وتعليم الناس للتحكم بالربو، وداء الانسداد الرئوي المزمن بين العديد من وظائف القلب والرئة الأخرى.
دوليا، يسمى المعالج التنفسي الذين يزودون اختبار وظائف الرئة بعلماء الجهاز التنفسي، ولكن في أمريكا الشمالية، قد يطلق عليهم بالمعالج التنفسي أو قد يطلق عليه أيضا فني معتمد في وظائف الرئة في الولايات المتحدة.

### الرعاية المنزلية الصحية
خارج العيادات والمستشفيات، غالبا يعمل المعالج التنفسي على إدارة احتياجات الأكسجين المنزلي للمرضى وأسرهم، وتوفير الدعم على مدار الساعة للمراوح المنزلية وغيرها من المعدات لحالات مثل انقطاع النفس الانسدادي النومي (انقطاع النفس أثناء النوم).
وفي العيادة أو العيادات الخارجية يعملون على المساعدة في التشخيص ويخدمون كمثقفين للمرضى الذين يعانون من أمراض القلب والجهاز التنفسي. في الولايات المتحدة، يعمل المعالج التنفسي أصحاب الشهادة كمعالج تنفسي مسجل على تقييم المرضى الذين يعانون قدرا كبيرا من الحكم الذاتي تحت إشراف أمراض الصدرية ومعالجتهم.

### التعليم العام
في أماكن أخرى يوجد المعالجي التنفسي في المدارس كمثقف لحالات الربو، ويعمل مع المعلمين والمدربين حول أعراض الربو في مرحلة الطفولة وكيفية اكتشاف حالات الطوارئ. في الولايات المتحدة، تم إدخال تشريعات عدة مرات للسماح للمعالج التنفسي المعتمد كمتخصص في الربو مع شهادة أخصائي في العلاج التنفسي معتمدة ليصفون مرضى الجهاز التنفسي المشخصين سابقا ويديرونهم في عيادات الأطباء في عيادات النوم، فإنهم يعملون مع الأطباء في تشخيص الأمراض المرتبطة بالنوم.

## الإعتمادات والتراخيص

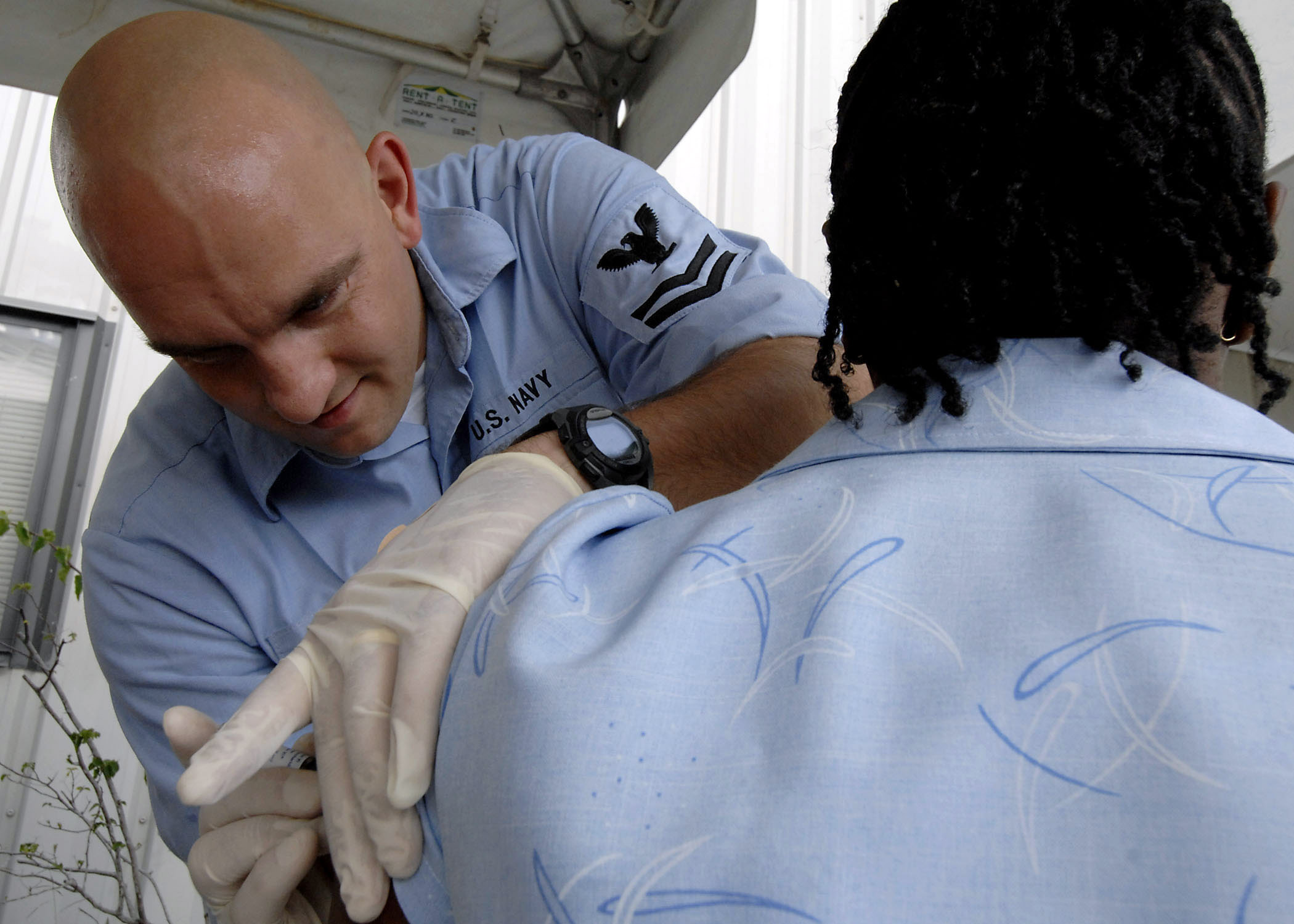
معالج تنفسي يعطي إبرة تحصين لمريض

### الولايات المتحدة وكندا
المعالج التنفسي في الولايات المتحدة وكندا هو ممارس صحي بعدما يتلقون ما لا يقل عن مشارك في العلوم في الرعاية التنفسية، واستكمال عملية منح التراخيص، وبعد إكمال الاختبارات المطلوبة والمضافة للتسجيل فإن الممارس يعد مؤهلا للتقدم بالحصول على رخصة لممارسة المهنة في المنطقة التي تحكمها هيئة ترخيص خاصة بها.
في الولايات المتحدة، يعد المعالج التنفسي المتخصص طبيب الذي يحصل على اعتماد من المجلس الوطني للرعاية التنفسية (NBRC)، والتي قد تشمل اخصائي الأطفال حديثي الولادة / طب الأطفال (CRT-NPS أو RRT-NPS)، أخصائي الرعاية الحرجة للكبار (RRT-ACCS)، أخصائي اضطرابات النوم (CRT-SDS أو RRT-SDS)، وتقني وظائف الرئية (CPFT أو RPFT). يعتبر فحص اخصائي الرعاية الحرجة للكبار للمجلس الوطني للرعاية التنفسية أحدث دراسة للمجلس الوطني للرعاية التنفسية والتي بدأت في عام 2012 م.
وتثبت أوراق اعتماد المهنة على مثقف ربو معتمد (AE-C) ويمكن أن يحصل عليه عن طريق اجتياز شهادة المجلس الوطني لمثقف الربو (NAECB).
في معظم اجزاء كندا، قد يمارس الشخص كمعالج تنفسي مؤقت بعد التخرج حتى كتابة واجتياز اختبار اللجنة المنظمة (CBRC). يوجد في كندا اعتمادات مماثلة وتدريب متقدم.

## الرعاية التنفسية الدولية
عدد قليل جدا من الدول باستثناء الولايات المتحدة وكندا لديها دور مهني متخصص لصحة الجهاز التنفسي. توفر الرعاية التنفسية في هذه البلدان عن طريق المعالج الطبيعي والممرضات والأطباء الذين اختارو أن يتخصصوا في هذا المجال. في العديد من البلدان يعد هذا الاعتراف في مرحلة انتقالية فعلى سبيل المثال، في عام 2011، بدأت الصين في مستشفيات بكين حملة تجنيد للحصول على اعتراف معالج تنفسي لوحدات العناية المركزة الخاصة بهم، حيث كانت الممرضات هن الطبيب الوحيد.

### كندا
بعد التخرج من كلية العلاج التنفسي المعتمدة، فالمتخرج يصبح مؤهلاً للاختبار الوطني الذي يدار من قبل المجلس الكندي للرعاية التنفسية.
والنجاح في هذا الامتحان يسمح للمعالج التنفسي للتسجيل مع أي هيئة ترخيص في كندا. تعد ألبرتا ومانيتوبا ونيو برونزويك ونيوفاوندلاند لابرادور نوفا سكوتيا وأونتاريو وكيبيك وساسكاتشوان مقاطعات كندية مع هيئة ترخيص اقليمية، وفي هذه المقاطعات فإنه غير قانوني ممارسة مهنة الرعاية التنفسية بدون أن يكون مرخص اولا كعضو كامل أو مؤقت مع هيئة ترخيص اقليمية.
هذه المحافظات هي ما يسمى يالمحافظات الخاضعة للنظام في بعض المحافظات، يمكن للشخص أن يعمل مؤقتا خلال تخرجه حتى اجتياز الاختبار. في جميع ولايات قضائية أخرى، فإن هيئة الترخيص لمهنة الرعاية التنفسية هي الجمعية الكندية لعلاج الجهاز التنفسي.
يعتبر التسجيل كعضو كامل اختياري للمعالج التنفسي الذين يعيشون في المحافظات الخاضعة للنظام، ولكن للمعالجين الذين يعيشون في المحافظات غير المنظمة يسجيل كعضو كامل إلزاميا مع (CSRT). التسجيل لدى هيئة تنظيم المقاطعة أو (CSRT) (في المحافظات غير المنظمة) تمنح المعالج عنوان المعالج التنفسي المسجل (RRT). تعترف كندا والولايات المتحدة على كل بنية تعليمهم للقلب والرئتين على قدم المساواة، ولكن يجب أن يكون اختبار التأهيل مكتوبا من أجل الممارسة في أي دولة.
هناك ضغط للبرنامج ليصبح درجة علمية، كغيرها من العلاجات (العلاج الطبيعي العلاج المهني الذي يتطلب الآن على درجة الماجستير أو أعلى. ومع ذلك، في بعض الأماكن مثل ألبرتا في كندا، فإن عمل دورة القلب والرئتين تقدم فقط في المدارس التقنية والتي تعتبر غير قادرة على منح شهادة رسمية.

### فرنسا
العلاج التنفسي هو التخصص الفرعي للعلاج الفيزيائي في فرنسا. وتنظم الرعاية التنفسية كتخصص من قبل الاتحاد الفرنسي لاخصائيي العلاج الطبيعي.

### ألمانيا
أصدرت جمعية الجهاز التنفسي الألمانية أولا قرارا لتطوير دور المعالج التنفسي مخصص (RT) في عام 2004 كوسيلة لزيادة جودة رعاية المرضى وتفويض مهام الطبيب والرد على الزيادة الملحوظة في حالات وأمراض الجهاز التنفسي. في عام 2006، تم تقديم برنامج تدريب الطيارين لمدة عام للممرضات وأخصائيي العلاج الطبيعي. أفاد باحثون بأن العمل الإضافي الهام ضروري لتحديد ووضع دور المعالج التنفسي داخل نظام الرعاية الصحية الحالي.

### الفلبين
في الفلبين المعالج التنفسي عيادات الذين قد منحوا كحد أدنى على درجة بكالوريوس في علوم رعاية الجهاز التنفسي. وينظم تراخيص لممارسة الرعاية التنفسية من قبل مجلس تنظيم محترف للعلاج التنفسي ولجنة التنظيم المحترف القائم والمستمر من الناحية القانونية بموجب قانون العلاج التنفسي الفلبيني (القانون الجمهوري رقم 10024). 10024).

### الإمارات العربية المتحدة
في الإمارات العربية المتحدة يجب أن يكون المعالج التنفسي قد حصل على بكالوريوس فيعلوم الرعاية التنفسية. و طلب سنتان إضافيتان من الخبرة للمتقدمين الأجانب. تتم المحافظة على التراخيص ومنحها من قبل هيئة صحة دبي. تقيد هيئة صحة دبي المعالج التنفسي للعمل فقط في مراكز الطب الفيزيائي وإعادة التأهيل وفي المستشفيات وفي العيادات الجراحية مع جراحين القلب والصدر ومع أطباء الأسرة، الممارسة العامة أو أمراض الرئة.

### المملكة العربية السعودية
تستخدم المملكة العربية السعودية هؤلاء المعالجين بطريقة مماثلة لكندا والولايات المتحدة. وفي الواقع فإن العديد من المعالجين الذين هم من شمال أمريكا يسافرون للمملكة العربية السعودية لحاجة مؤقتة.

### الولايات المتحدة الأمريكية

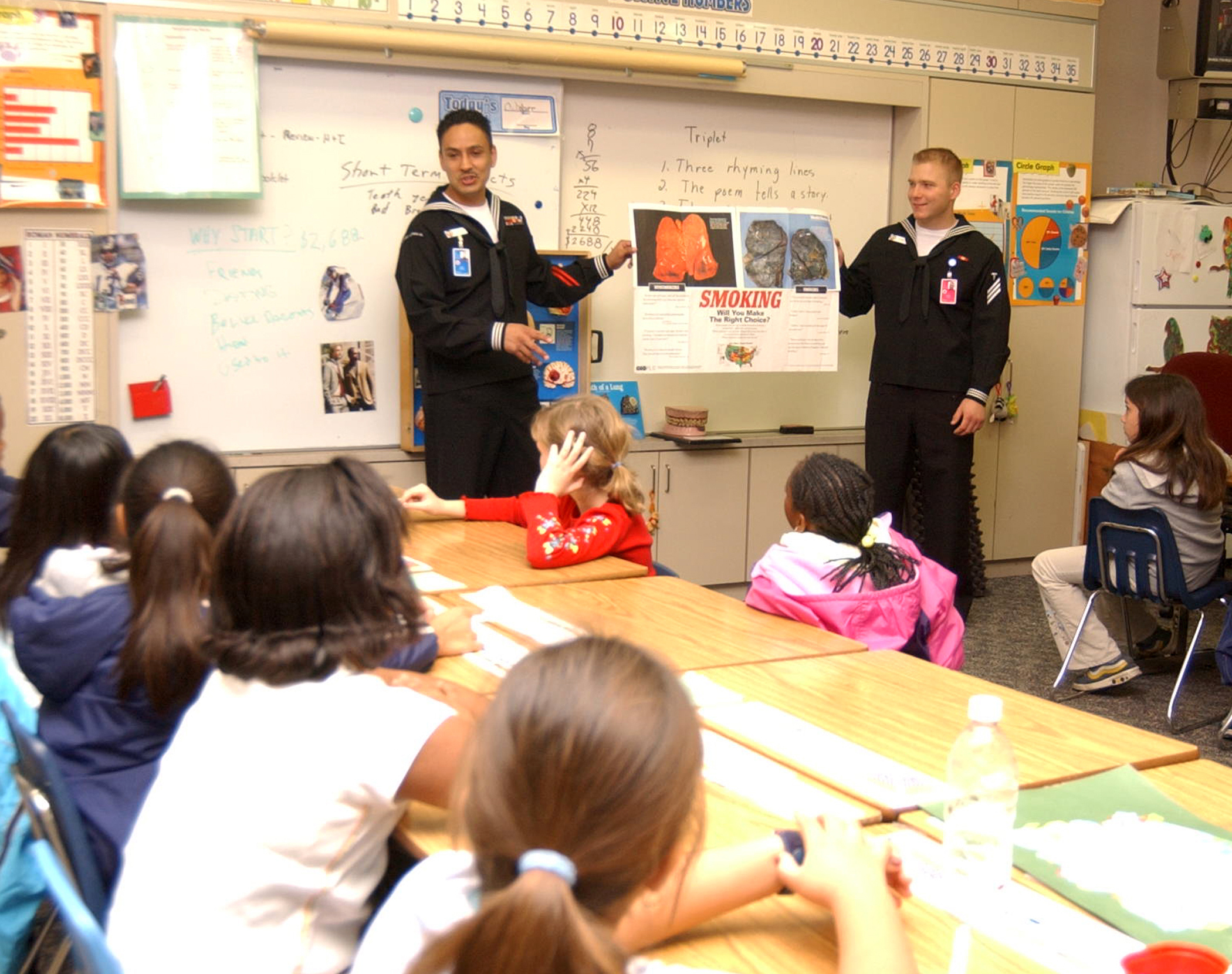
معالج تنفسي يشرح للطلاب عن مخاطر التدخين

في الولايات المتحدة المعالج التنفسي عيادي الذي انهى درجة مشارك في علوم الرعاية التنفسية كحد أدنى مع عملية التصديق. بعد الانتهاء من الاختبارات المطلوبة سواء من قبل إدارة المجلس الوطني للرعاية التنفسية أو مباشرة من قبل مجلس الترخيص في دولة فردية (إما مجلس الفاحصون الطبي أو مجلس الرعاية التنفسية لدولة خاصة).
هناك نوعان من الجهات الحكومية المعترف بها في الولايات المتحدة؛ هما مجلس الدولة للرعاية التنفسية في الدولة والتي ترخص للمعالج التنفسي من الممارسة والآخر هو المجلس الوطني للرعاية التنفسية (NBRC) وهي منظمة غير ربحية والتي تنظم مستويين اثنين من الترخيص مع بعض شهادات متخصصة إضافية.
المعالج التنفسي المعتمد (CRT) والمعالج التنفسي المسجل (RRT). معالج تنفسي معتمد ((CRT هي شهادة تعطى بعد أن يجتاز بنجاح امتحان مستوى الدخول (NBRC-ELE). ويتم إعطاء شهادة معالج تنفسي مسجل ((RRT بعد أن أصبح أولا معالج تنفسي معتمد ((CRT ومن ثم اجتياز اختبار NBRC-WRE) و(NBRC-CSE.
تتطلب معظم مجالس الدولة للرعاية التنفسية دليل اعتمادي للمجلس الوطني للرعاية التنفسية (NBRC) مناسب ومنح العديد من العناوين المرخصة؛ بما في ذلك (وليس حصرا على) ممارس رعاية تنفسية ومعالج تنفسي مسجل مرخص ومعالج تنفسي معتمد مرخص.
كان هناك دفعة قوية لتوحيد ترخيص الدولة من قبل الجمعية الأمريكية للرعاية التنفسية. ويتم تجديدها كل 5 سنوات لرسم واحد بالإضافة إلى الرسوم المقررة من قبل مجالس الدولة للرعاية التنفسية.

### المملكة المتحدة
لا يعبر العلاج التنفسي في المملكة المتحدة مهنة محددة معترف بها، ولكن مسار التخصص متاح للأطباء والممرضين والمعالجين الطبيعيين والوظيفيين.
وتشمل عناوين مشتركة المعالج الطبيعي للقلب والجهاز التنفسي والمعالج الوظيفي التنفسي السريري وممرض الجهاز التنفسي والمعالج الوظيفي للقلب والجهاز التنفسي، ويتلقى كل المعالجين الطبيعيين المتدربين في المملكة المتحدة تدريبا متقدما في نظرية العلاج التنفسي والممارسة باعتباره عنصرا أساسيا قبل التسجيل ببرنامج درجة العلاج الطبيعي الخاصة بهم. وبعد التأهيل وفترة التناوب في جميع أنحاء المجالات الأساسية لممارسة العلاج الطبيعي، فإنهم قد يتبعون طريقا مهنيا متخصصا في العلاج الطبيعي للجهاز التنفسي. وتشمل مجالات الممارسة العناية المركزة والطب التنفسي، التليف الكيسي الربو ومتلازمة فرط التنفس، الجراحة العامة والمتخصصة، والتهوية غير الغازية، وفصال التهوية، وإعادة التأهيل القلبي والرئوي، والعيادات الخارجية لعلاج الجهاز التنفسي والعلاج التنفسي المجتمعي. جمعية تشارترد للعلاج الطبيعي المهتمة في الرعاية التنفسية هي مجموعة المصالح المتخصصة للمعالجين الطبيعيين في المملكة المتحدة تعمل في مجال العلاج التنفسي. يجب أن يكون جميع المعالجين الطبيعيين العاملين في المملكة المتحدة مسجلين في مجلس المهن الصحية والعناية، بغض النظر عن منطقتهم للممارسة السريرية، من أجل أن يسمح لهم بالعمل في القطاعين العام والخاص. ويوجد برامج ماجستير دراسات عليا ودكتوراه في العلاج الطبيعي للعلاج التنفسي داخل المملكة المتحدة للمعالجين المؤهلين المناسبين وذوي الخبرة.
تم إصدار بكالوريوس العلوم في علم وظائف الأعضاء الإكلينيكي لمعالجي وظائف الجهاز التنفسي مع خيار متخصص في علم وظائف الأعضاء في الجهاز التنفسي. ما وراء مستوى درجة، فإن درجة الماجستير في برامج العلوم في الرعاية التنفسية، وإدارة أمراض الجهاز التنفسي، وطب القلب المتقدم وعلم وظائف الأعضاء السريري متاحة.

## معالج الجهاز التنفسي المتخصصين

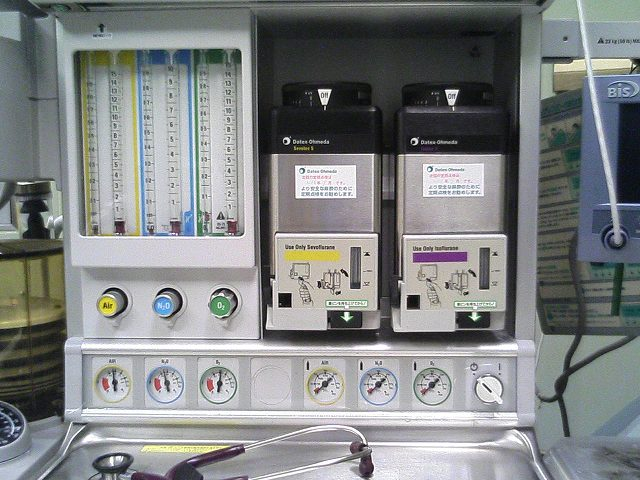
مرذاذ التخدير

وقد شمل الدور التقليدي للمعالج التنفسي في غرفة العمليات تقديم الدعم الفني لأطباء التخدير للاستخدام السليم وصيانة جهاز غاز التخدير، بالإضافة أيضا إلى توفير إدارة مجرى الهواء. وقد تطور هذا الدور في غرفة العمليات لتشمل دور أكثر تقدما وتخصصا مع زيادة المسؤوليات للمعالج التنفسي. المعالج التنفسي مستعد أكاديميا لأداء أنشطة مثل التخدير بالغازات والأدوية المخدرة، وإدخال الأوعية الدموية (الشرايين والأوردة) وإدارته ووصول عمق التخدير وتقييمه تحت إشراف طبيب التخدير أو ممرضة التخدير. هذا الدور مماثل لممرضة التخدير، إلا أن مساعد التخدير يجب أن يكون طبيب تخدير للإشراف عليهم بينما ممرضة التخدير لاتقوم بذلك.

### متخصصو الربو
يعمل متخصصو الربو مع العيادات والمستشفيات والمدارس كمثقفين ومعلمين للآباء والمرضى ومرضى الربو والحساسية. يساعد المعالج الطبيعي بالإضافة إلى دوره كمثقف ربو في تشخيص الربو ومعالجته وغيرها من أمراض الجهاز التنفسي. بالإضافة إلى ذلك، مثقف الربو هو طبيب الموارد في بيئات العيادات الداخلية والخارجية لتقييم الأطباء وتقديم المشورة لهم على خطط علاجية والمساعدة في تسهيل فهم المريض والامتثال للخطة. في الولايات المتحدة، مثقفي الربو المعتمدين (AE-C) هم معتمدين من قبل المجلس بشهادة تعليم الربو الوطني (NAECB).
في كندا، تدير الشبكة الكندية للعناية التنفسية شهادتين للاختصاص كمعالج تنفسي مثقف للربو هما مثقف ربو معتمد (CAE) (المفضلة لدى الممارسين مع التركيز على طب الأطفال) ومثقف تنفسي معتمد (CRE) والتي تضم برنامج مثقف ربو معتمد (CAE) مع التدريب الإضافي في (COPD).

### التليف الكيسي
يعمل المعالج التنفسي مع الأشخاص المصابين بالتليف الكيسي في العيادات والمستشفيات عن طريق تثقيفهم حول المرض والعمل معهم على وضع خطة للعلاج. في حين نقل المرضى المصابين بالتليف الكيسي إلى المستشفى، فإنهم يمتلكون جدول علاجي معدل ومصون من قبل المعالج التنفسي. الحفاظ على جدول صحي للأدوية وتنظيف مجرى الهواء للعلاج البدني عادة ما تكون أكثر تواترا من خطط العلاج المنزلي لأن القبول عادة ما يكون بسبب ازدياد الحاجة للعلاج خلال فترة البقاء.